# Benoît Cheyrou
Benoît Cheyrou (* 3. května 1981, Suresnes, Francie) je francouzský fotbalový záložník, který hraje v klubu Olympique Marseille. Jeho postem je střední záložník, může působit i v roli tzv. „špílmachra“ - tvůrce hry, má dobrý přehled o dění na hřišti a dokáže ho zúročit přesnými nahrávkami.
Jeho starším bratrem je fotbalista Bruno Cheyrou, který hrál mj. v anglickém Liverpoolu.

## Klubová kariéra
Cheyrou hrál ve Francii za Lille OSC a AJ Auxerre. V Auxerre slavil v sezóně 2004/05 triumf v Coupe de France (francouzský fotbalový pohár). V červnu 2007 přestoupil do Olympique Marseille.
V sezóně 2009/10 vyhrál s Marseille Ligue 1. Dvakrát vyhrál v Marseille i Trophée des champions (v letech 2010 a 2011). V roce 2010 do utkání nezasáhl, seděl pouze na lavičce náhradníků.

## Reprezentační kariéra
Benoît Cheyrou prošel francouzskými mládežnickými reprezentacemi U19, U20 a U21.

## Úspěchy

### Individuální
- Tým roku Ligue 1 podle UNFP – 2007/08,[5] 2008/09,[6] 2009/10[7]